# セスキ炭酸ナトリウム
セスキ炭酸ナトリウム（セスキたんさんナトリウム、英: sodium sesquicarbonate）は、炭酸ナトリウム（炭酸ソーダ）と炭酸水素ナトリウム（重曹）が複塩として共存し安定している状態のアルカリ剤を指す通称。テトラトリタ炭酸ナトリウム、セスキ炭酸ソーダと呼ばれることもある。

## 名称
セスキはラテン語に由来する化学用語で3/2（1.5）の意味であり、sodium carbonate（炭酸ソーダ）とsodium bicarbonate（重炭酸ソーダ、重曹）を半分ずつ合わせてその中間に位置するものという意味である。

## 化学的性質
水溶性のある結晶で、常温で長期間変質しない。pHは9.6〜10（5%水溶液）。油脂を乳化させ、タンパク質を分解する性質を持つ。
自然界にはトロナと呼ばれる鉱石として土中に存在し、世界各国で採掘されている。

## 利用・用途
工業上は絹、ウール、木綿の洗浄に用いられる。また、洗剤や入浴剤、またはそれらの原料としても用いられる。
家庭用では皮脂汚れ襟元の黄ばみなどの汚れの洗濯、キッチン等の油汚れの下処理、血液などのタンパク質汚れに対する汚れ落としなどに利用される。家庭で掃除などに使う目的で水に溶かした液剤は俗に「セスキ水」と呼ばれる。
ただし、機械油や化粧品が原因の油汚れ、頑固な泥汚れ、衣類等のシミの漂白には不向きである。
アルカリ性でタンパク質を分解する性質があるため、手荒れしやすい人が用いる場合はゴム手袋を着用する。また、吸湿すると固くなってしまう性質がある。
「アルカリウォッシュ」という名称で市販されていることもある。